# Шарташ
Шарта́ш — озеро в Кировском районе Екатеринбурга, находится на северо-восточной окраине города, бессточное, ранее относилось к бассейну реки Исеть.

## Этимология
Название водоёма имеет тюркское (башкирское и татарское) происхождение; обычно его объясняют как сложение двух тюркских корней: сары — «жёлтый», таш — «камень», в связи с оттенком прибрежных скал. Так объясняет значение слова А. К. Матвеев в своих словарях, однако он добавляет, что происхождение топонима, возможно, также связано с башкирским шар — «болото».

## История
Озеро образовалось около 1 млн лет назад. В котловине озера находится большое количество отложений сапропеля, который в значительной степени загрязнён тяжёлыми металлами, попавшими сюда с водами, откачивавшимися из гранитного карьера. На берегах сохранились следы присутствия человека, начиная с эпохи позднего неолита.
Сток озера в реку Исеть — Шарташский сток (ныне река Исток) — происходил через южный залив, западнее посёлка Пески. Уже в конце XIX века сток не был постоянен и доносил свои воды до Исети.
Аварийный сток из озера действует до сих пор. Непосредственно от озера вода идёт по бетонной трубе, затем по вырытой канаве и разливается около дороги на ТЭЦ. При малом количестве осадков ручей пересыхает, при большом вода течёт до Малошарташского Торфяника в сторону Малого Шарташа.
В районе озера в 1745 году крестьянин из раскольников Ерофей Марков, житель деревни Шарташ, открыл первое в России рудное золото (Берёзовское месторождение). Местность у Шарташа стала центром уральского старообрядчества.
В XIX веке предпринимались неоднократные попытки осушения озера путём слива воды в бассейн реки Пышмы. К настоящему времени этот канал («Александровский ров») не функционирует.

## Описание
В озере водятся окунь, плотва, карась, линь, карп, рипус, пескарь.
На озере расположены места массового отдыха екатеринбуржцев. В сосновом лесу вблизи озера находится природный памятник Шарташские каменные палатки. Вокруг озера проходит традиционный маршрут Майской прогулки — «Шарташская кругосветка».
В озере бьёт около 50 маленьких ключей, преимущественно с ледяной водой, что не даёт озеру высохнуть.
23 октября 2014 года озеро Шарташ было объявлено памятником природы областного значения.

## Галерея
- Пляж на озере Шарташ
- Оборудованный пляж, на горизонте — Троицкая церковь
- Вид с высоты
- Вид с высоты с юга
- Вид с высоты весной
- Озеро Шарташ. Восточная сторона с высоты 120 метров.
- Пирс на озере
- Малый Шарташ в 1,5 км к юго-востоку